# Cillene (Eolide)
Cillene (in greco antico: Κυλλήνη?) era una colonia greca dell'Eolide.

## Storia
Viene citata nella Ciropedia di Senofonte: nel 546 a.C., il re Ciro di Persia cedette le città di Larisa e Cillene ai soldati egiziani e loro discendenti che continuarono a vivere in quelle città almeno fino ai tempi di Senofonte.